# Vesterålen

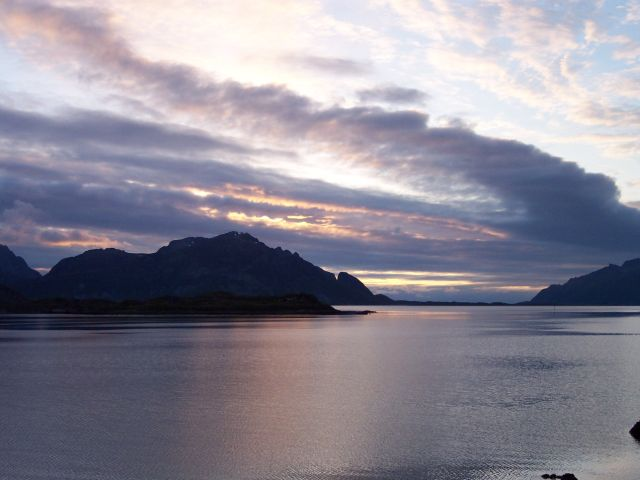
Vesterålen.

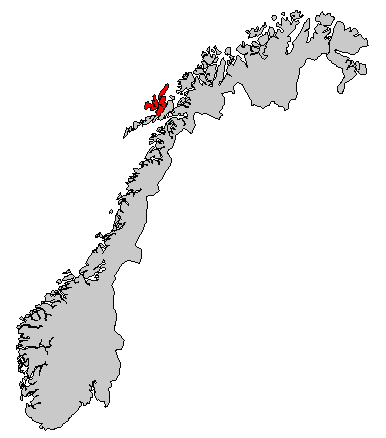
Położenie na mapie.

Vesterålen – archipelag przybrzeżnych wysp norweskich na Morzu Norweskim, położony na północny wschód od Lofotów, o powierzchni 3,6 tys. km². Na stałe jest zamieszkiwany przez około 30 tysięcy osób.

## Geografia
Do największych wysp należą: Hinnøya (2.2 tys. km²), Langøya(860 km²), Andøya(389 km²) i Hadseløya(102 km²). Klimat jest umiarkowany, ze średnią temperaturą 0°C w styczniu i 12°C w lipcu. Opad roczny do 2000 mm. Roślinność głównie tundrowa.

## Ludność
Głównym zajęciem mieszkańców jest rybołówstwo. Charakterystyczne dla archipelagu są dawne wioski rybackie z kolorowymi drewnianymi domami.